# José Adolfo de Melo e Sousa
José Adolfo de Melo e Sousa (Figueira da Foz, São Julião da Figueira da Foz, 11 de Novembro de 1858 – 10 de Janeiro de 1925) foi um político e empresário bancário e ferroviário português.

## Família
Filho de José António de Sousa (Figueira da Foz, 28 de Novembro de 1828 - ?) e de sua mulher Maria Amélia de Melo Ramalho (Montemor-o-Velho, Santo Varão, Formoselha - ?).

## Biografia
Par do Reino, Conselheiro de Sua Majestade Fidelíssima, Presidente da Administração do Porto de Lisboa, Presidente da Associação Comercial de Lisboa (1903-1904), Presidente do Conselho de Administração dos Caminhos de Ferro Portugueses, Presidente da Direção do Banco Comercial de Lisboa, Membro do Clube Henriques Nogueira, filiado no Partido Regenerador e, mais tarde, no Partido Regenerador Liberal, Deputado por Arganil, 36.º Presidente da Câmara Municipal de Lisboa de 8 de Junho de 1907 a 17 de Fevereiro de 1908, Membro do Conselho Superior do Comércio e Indústria e da Comissão de Superintendência da Bolsa e Presidente da Secção de Comércio da Sociedade de Geografia de Lisboa, 4.º Governador do Banco de Portugal (1907-1910), demitindo-se com a Implantação da República Portuguesa e Diretor da Companhia de Seguros Fidelidade.

## Casamento e descendência
Casou com Sophie Klein (Estrasburgo - ?), filha de Simon Klein e de sua mulher Anne Marie Catherine Münsch. Tiveram um filho, José de Melo e Sousa (14 de Outubro de 1897 - 14 de Dezembro de 1970), Administrador do Banco Burnay.